# Quorum (mixtape)
Quorum è il primo mixtape del rapper italiano Fabri Fibra, uscito il 20 luglio 2010 dalla Tempi Duri Records.

## Descrizione
Pubblicato per il download gratuito attraverso il sito ufficiale del rapper, Quorum è considerato l'anticipazione del sesto album Controcultura, uscito il successivo 7 settembre.
Insieme al successivo mixtape Venerdì 17, è stato venduto in versione CD ai concerti del tour estivo 2011 del rapper.

## Accoglienza
Non sono mancate le critiche per i testi e le citazioni del rapper marchigiano. Le critiche ci sono state soprattutto per una strofa del brano Non ditelo in cui Fibra afferma di pensare che il cantante Marco Mengoni sia omosessuale, e che se questi lo ammettesse, non venderebbe più dischi.
È stato inoltre censurato su YouTube il brano Nel mio disco, su denuncia di Paola Barale e Manuela Arcuri per essere state citate offensivamente dall'artista.

## Tracce
1. Intro Quorum – 1:30
2. Quorum – 3:28
3. Questo pezzo – 3:57
4. Mille domande – 3:18
5. Non ditelo – 4:22
6. Commerciale – 3:24
7. Un calmante – 3:06
8. Freestyle – 3:04
9. Nel mio disco (feat. Dargen D'Amico) – 4:05
10. Certe cose si sanno – 3:18
11. Outro PDF – 2:52